# Anthony Hopkins
Philip Anthony Hopkins (Port Talbot, Gales, 31 de diciembre de 1937), conocido como Anthony Hopkins, es un actor, compositor, director y productor británico-estadounidense.

Conocido por sus actuaciones en la pantalla y el escenario, es uno de los actores más reconocibles y prolíficos de Gran Bretaña. Hopkins ha recibido muchos reconocimientos en sus más de cincuenta años de carrera, incluidos dos Premio Oscar, tres Premios BAFTA de la Academia Británica, un Premio de Televisión de la Academia Británica, dos Premios Primetime Emmy y un Premio Laurence Olivier. También ha recibido un Globo de Oro honorario y un BAFTA por su trayectoria. En 1993, la reina Isabel II del Reino Unido lo nombró caballero por sus servicios a las artes y, en 2003, recibió una estrella en el Paseo de la fama de Hollywood por sus logros en la industria cinematográfica.
Después de graduarse del Royal Welsh College of Music & Drama en 1957, Hopkins se formó en la Royal Academy of Dramatic Art de Londres. Luego fue descubierto por Laurence Olivier, quien lo invitó a unirse al Royal National Theatre en 1965. En 1968, Hopkins logró el reconocimiento en el cine con la película The Lion in Winter. Desde entonces ha actuado en más de noventa películas de cine y televisión. 
En 2022, con 84 años, se convirtió en el actor más longevo en ganar un Premio Óscar a Mejor actor por su actuación en The Father.

## Datos biográficos

### Primeros años
Hopkins nació en Margam, Port Talbot, Gales, y es hijo de Muriel Anne y Richard Arthur Hopkins. Su madre es pariente lejana del poeta irlandés William Butler Yeats. Se crio en la fe anglicana de la Iglesia de Gales.
Sus épocas de escuela fueron poco productivas. Solitario y con dislexia, se dio cuenta de que podría dedicarse a algún arte, como la pintura, el dibujo o el piano. En 1949, para infundirle alguna disciplina, sus padres insistieron para que asistiera al Jones' West Monmouth Boys' School en Pontypool, Gales. Permaneció allí por cinco períodos y luego asistió al Cowbridge Grammar School en Cowbridge, Gales.
Fue influido y animado por el actor galés Richard Burton para que comenzara su carrera en la actuación. Se habían conocido brevemente cuando tenía 15 años. Al final, Hopkins se matriculó en un colegio de música y drama galés en Cardiff, del que se graduó en 1957. Después de un período de dos años en el ejército, se trasladó a Londres, donde continuó su formación en la Academia Real de Arte Dramático.

### Trabajos como actor
Sus primeros papeles protagonistas fueron Coriolano (1971) y Macbeth (1972). Su debut en Broadway en 1975, en Equus, le supuso varios premios. En el cine, interpretó a Ricardo Corazón de León, en El león en invierno (1968), de Anthony Harvey.

### Reconocimientos
Hopkins confiere a sus personajes un perfil muy distintivo, profundo y psicológico muy elaborado, que los hace muy creíbles. Después de una serie de películas en las que interpretó diversos papeles en los años setenta y ochenta (como Un puente lejano, El hombre elefante y Rebelión a bordo), su carrera se disparó con su papel de Hannibal Lecter, un peligroso e intelectual criminal en la película The Silence of the Lambs de Jonathan Demme, por la cual obtuvo el premio Óscar al mejor actor.
Célebre es también su actuación junto a Emma Thompson en Lo que queda del día de James Ivory, donde interpreta a un primer mayordomo en la mansión de un político inglés afín al Régimen nazi. Por esta actuación fue nominado de nuevo para un Óscar al mejor actor.
En la película Amistad de Steven Spielberg, basada en hechos reales, representa notablemente al expresidente John Quincy Adams, en el papel de un abogado penalista que defiende la causa de un grupo de esclavos acusados de motín y homicidio, en el barco de trata de esclavos Amistad. Siendo nominado de nuevo a los Óscar, esta vez como actor de reparto. En 2019, fue nominado de nuevo en esa misma categoría, por su representación del papa Benedicto XVI en la película de Fernando Meirelles Los dos papas.
Sin embargo, no se le puede encasillar ni definir por estos logros, ya que ha alternado el cine con trabajos teatrales a lo largo de su carrera; ha sido aclamado por la crítica por sus interpretaciones en Drácula, de Bram Stoker (1992, Francis Ford Coppola), Howards End (1992, James Ivory), Tierras de penumbra (1993, Richard Attenborough), Leyendas de pasión (1994, Edward Zwick) y Nixon (1995, Oliver Stone) -por el que fue nominado nuevamente para el Oscar al mejor actor-. 
En 2020, protagonizó la película The Father, adaptación de la obra de teatro Le Père (El Padre) de Florian Zeller. La trama gira en torno al personaje de Hopkins, un hombre anciano que debe lidiar con su progresiva pérdida de memoria. 30 años después de ganar el Óscar al mejor actor volvió a hacerse con la estatuilla por este papel, siendo el actor con más edad (83 años en ese momento) en recibirlo.

### Hannibal Lecter
Su papel más famoso es el del Dr. Hannibal Lecter, asesino en serie que practica el canibalismo, en The Silence of the Lambs, película por la cual ganó el Óscar al mejor actor en 1992, junto a Jodie Foster, quien hizo el papel de Clarice Starling y también ganó el Óscar a la mejor actriz. Además, esta película ganó los premios Óscar en las categorías Mejor película, Mejor director y Mejor guion adaptado.
Ésta es la actuación principal más breve en ganar un Óscar: Hopkins sólo apareció aproximadamente 17 minutos en pantalla. Repitió su papel como Lecter dos veces más (Hannibal, en el 2001, y Red Dragon, en el 2002). Su representación original del personaje en The Silence of the Lambs mereció el primer puesto, otorgado por el American Film Institute, en la lista de los mejores villanos. En el momento en que le ofrecieron el papel, Hopkins estaba trabajando en una representación teatral de M. Butterfly, en Londres.
La primera aparición de este personaje fue en la película de acción Manhunter (1986), de Michael Mann, la cual se basó sobre todo en la novela El dragón rojo. El personaje de Lecter (pronunciado «lector», en la película) fue encarnado por el actor inglés Brian Cox. Hopkins fue quien se encargó de darle vida al personaje de las tres novelas best-sellers de Lecter escritas por Thomas Harris. Según se sabe, el autor quedó muy contento con la representación hecha por Hopkins de su antagónico personaje. Sin embargo, Hopkins indicó que Red Dragon sería la última película donde protagonizaría al personaje, y que no repetiría como narrador en la última de las secuelas, en realidad una precuela: Hannibal Rising.

## Vida personal

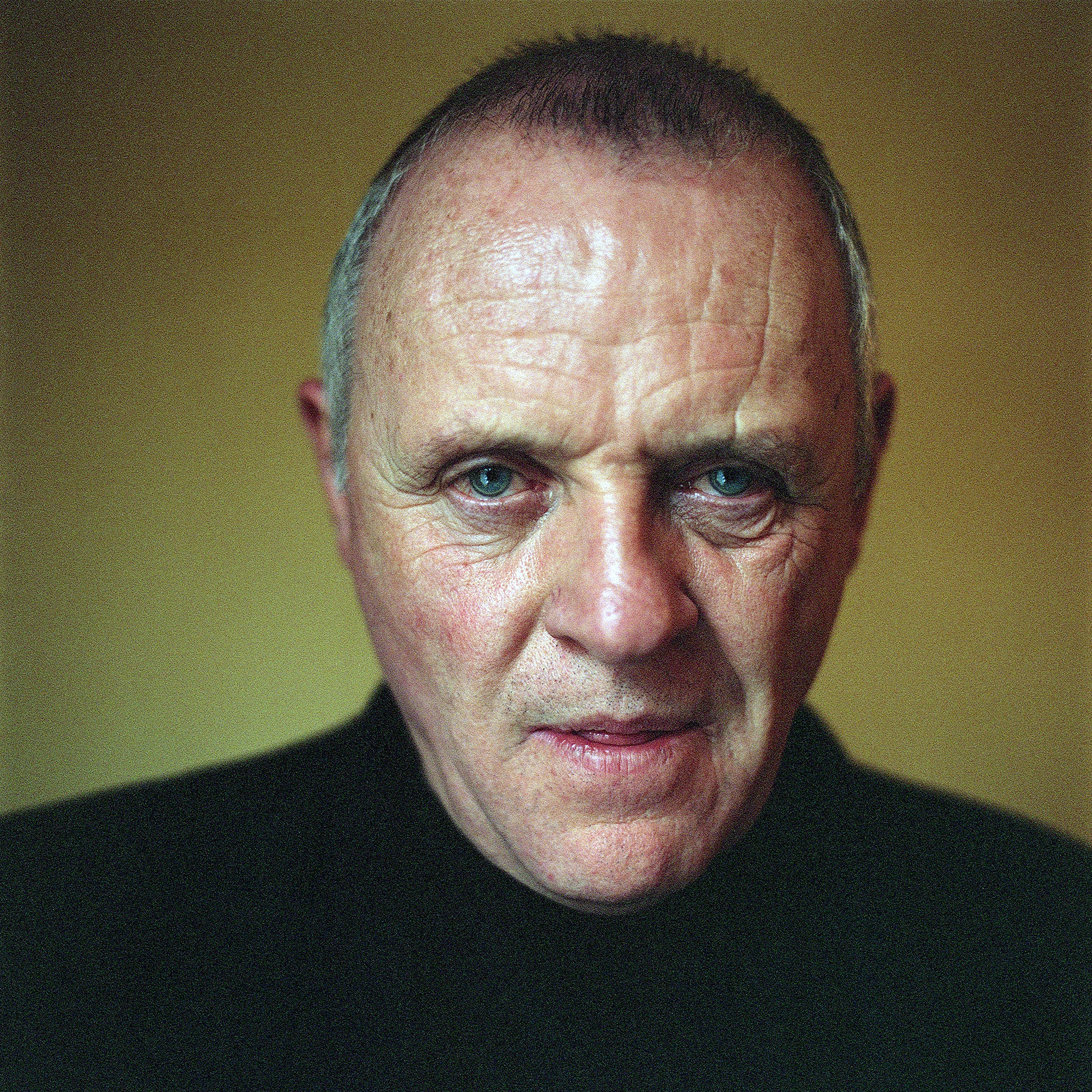
Anthony Hopkins fotografiado por Oliver Mark, Berlín 2001

Hopkins, que sabe hablar un poco de galés, reside en Estados Unidos. Se trasladó al país durante los años 70, con el propósito de conseguir una carrera en el cine, y volvió al Reino Unido a finales de los 80. Sin embargo, tras su éxito conseguido en la década de 1990, regresó a Estados Unidos.
Se ha casado tres veces. Sus primeras dos esposas fueron Petronella Barker (desde 1967 a 1972) y Jennifer Lynton (desde 1973 a 2002). Actualmente, desde 2003, está casado con la colombiana Stella Arroyave. En su primer matrimonio tuvo una hija, Abigail Hopkins (nacida el 20 de agosto de 1968), que es actriz y cantante, con la que no tiene relación.
Hopkins dedica parte de su tiempo a apoyar a diversos grupos filantrópicos y ha ofrecido su apoyo a distintas organizaciones caritativas, ya sea como presidente de la Fundación Nacional para Lugares de Interés Histórico o Belleza Natural, ya sea recaudando fondos para la preservación del Parque nacional Snowdonia y ayudando a la organización a comprar partes de Snowdonia. Para celebrar tales esfuerzos se publicó un libro, titulado Anthony Hopkins' Snowdonia. Fue invitado de honor en una "Gala Fundraiser for Women in Recovery, Inc.", una organización sin ánimo de lucro de Venice, California que ofrece asistencia para rehabilitar a mujeres drogodependientes. También es maestro voluntario en "Ruskin School of Acting", una escuela de actuación en Santa Mónica (California), donde él vive.
Hopkins ha reconocido ser alcohólico, si bien ha estado sobrio desde 1975. Es conocido por ser bromista en los rodajes, aliviando el humor durante la producción y ladrando como un perro antes de filmar una escena, según declaró en 2007 durante una entrevista con Jay Leno en el The Tonight Show.
Es también miembro del grupo de protección ambiental Greenpeace, a principios de 2008 apareció en una campaña televisiva hablando acerca de la continua caza de ballenas por parte de Japón. Ha sido patrocinador de RAPt, una organización para la rehabilitación de adictos al alcohol, desde sus inicios y ayudó a abrir la primera unidad de ayuda intensiva para adictos al alcohol y las drogas en 1992.
Es admirador del comediante Tommy Cooper. En febrero de 2008, como patrocinador de la Sociedad Tommy Cooper, presentó una estatua conmemorativa en Caerphilly, la ciudad natal de Tommy Cooper. Para la ceremonia, Hopkins donó el fez de Cooper y realizó una actuación cómica.
En su juventud, Hopkins compuso el vals titulado And the waltz goes on ("Y el vals sigue") pero no lo dio a conocer porque se dedicó al mundo del cine. Fue cuando conoció al violinista y director de orquesta neerlandés André Rieu cuando se animó a darlo a conocer, pues decidió que este sería quien tocaría por primera vez su vals, debido a su manera magistral de tocar el violín y dirigir a la Orquesta Johann Strauss. Rieu quedó fascinado al escuchar la pieza. El estreno mundial del vals fue en Viena en julio de 2011 y Hopkins estuvo presente en la gala. Rieu incluyó el vals al repertorio de su álbum titulado bajo el mismo nombre "And the waltz goes on" y lanzado en octubre de 2011, por el que ya recibió Disco de Platino.
Hopkins ha confesado que padece un leve síndrome de Asperger que le fue diagnosticado siendo ya bastante mayor. Sin embargo, confesó sentir alivio al poder entender por qué durante toda su vida ha sido un hombre con tendencia a la soledad.

## Estilo de actuación
Hopkins es conocido por su intensa preparación para los papeles. Indicó en entrevistas que una vez que se ha comprometido con un proyecto, repasará sus líneas tantas veces como sea necesario (a veces más de 200) hasta que las líneas le suenen naturales, para que pueda "hacerlo sin pensar". Esto lleva a un estilo de entrega casi casual que contradice la cantidad de trabajo preliminar realizado de antemano. Si bien puede permitir una improvisación cuidadosa, también lo ha puesto en conflicto con el director ocasional que se aparta del guion y exige lo que el actor ve como un número excesivo de tomas. Hopkins ha declarado que después de terminar con una escena, simplemente descarta las líneas, sin recordarlas más adelante. Esto es diferente a otros que generalmente recuerdan sus líneas de una película, incluso años después.

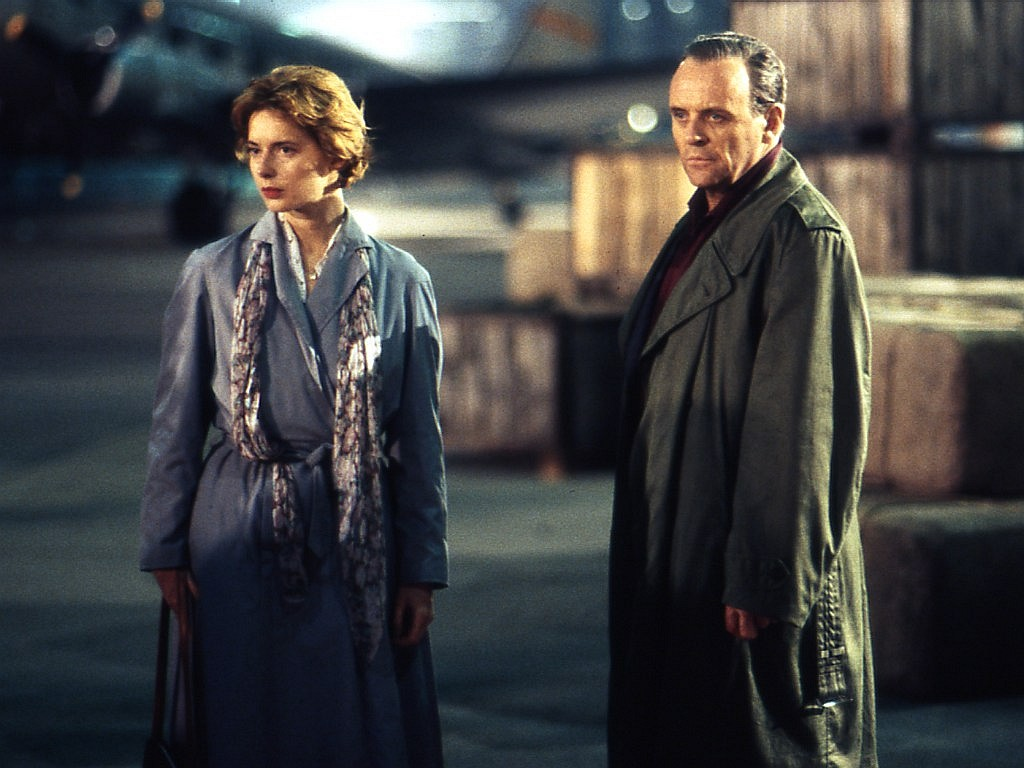
Anthony Hopkins junto a Isabella Rossellini durante el rodaje de El inocente.

Lord Richard Attenborough, quien dirigió a Hopkins en cinco ocasiones, se encontró haciendo todo lo posible durante el rodaje de Shadowlands para adaptarse a los diferentes enfoques de sus dos estrellas (Hopkins y Debra Winger), que compartían muchas escenas. Mientras que Hopkins prefería la espontaneidad de una toma nueva y le gustaba mantener los ensayos al mínimo, Winger ensayaba continuamente. Para permitir esto, Attenborough reemplazó a Hopkins durante los ensayos de Winger, y solo lo trajo para el último antes de una toma. El director elogió a Hopkins por "esta extraordinaria habilidad para hacerte creer cuando lo escuchas que es la primera vez que dice esa línea. Es un regalo increíble"
Reconocido por su capacidad para recordar líneas, Hopkins mantiene su memoria flexible aprendiendo cosas de memoria como la poesía y Shakespeare. En Amistad de Steven Spielberg, Hopkins asombró a la producción con su memorización de un discurso de siete páginas en la sala del tribunal, pronunciándolo de una vez. Un Spielberg intimidado no se atrevió a llamar a Hopkins "Tony", e insistió en dirigirse a él como Sir Anthony durante todo el rodaje.
Hopkins es célebre por realizar papeles de psicópatas, dementes, abusivos y antisociales.
También ha interpretado a personajes históricos siendo los expresidentes de Estados Unidos John Quincy Adams y Richard Nixon. Al novelista C.S. Lewis, el político David Lloyd George, al dictador Adolfo Hitler, al cineasta Alfred Hitchcock y al papa Benedicto XVI.

## Premios

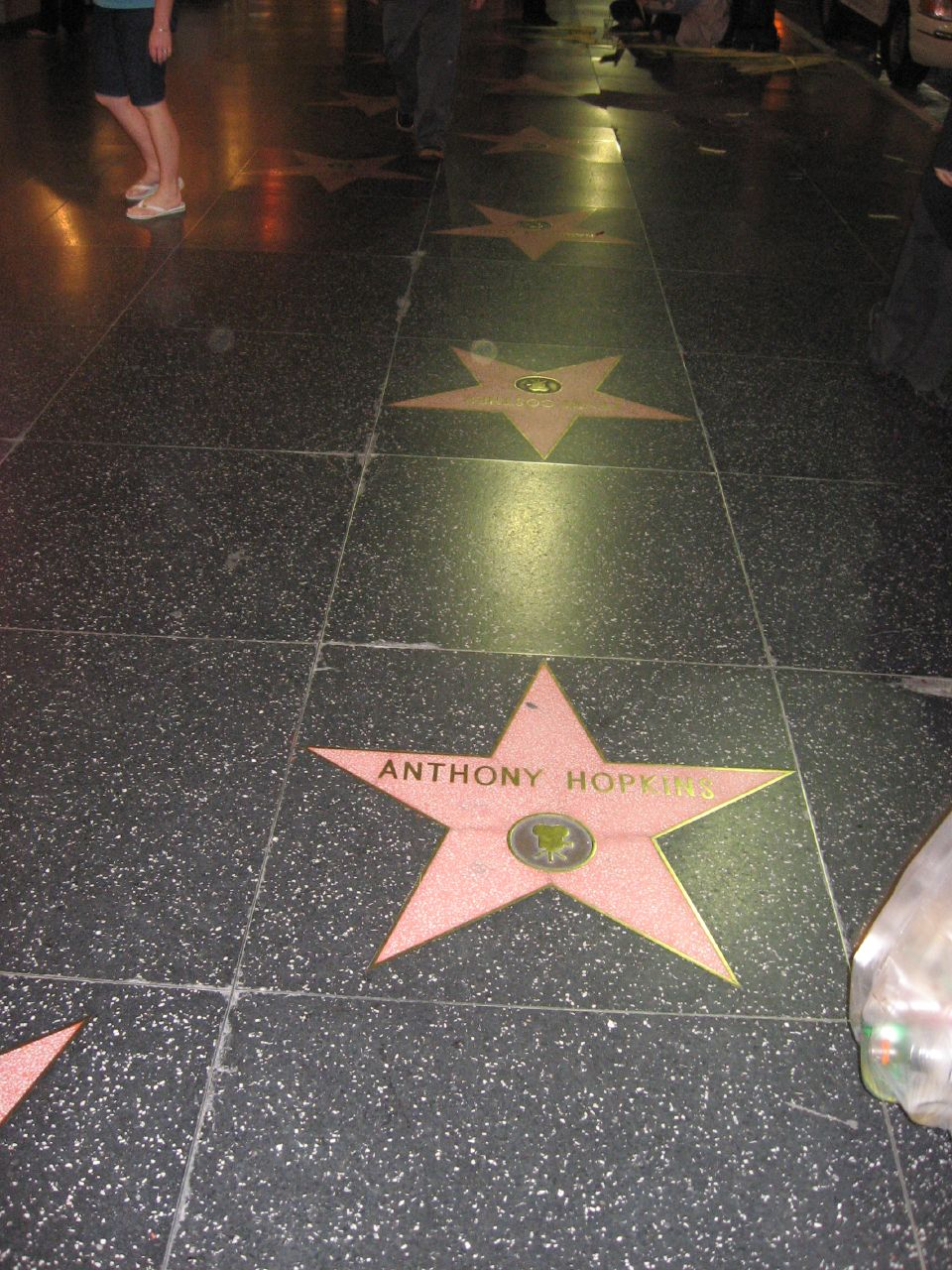
La estrella de Hopkins en el Paseo de la Fama de Hollywood.

Óscar
| Año  | Categoría              | Película                    | Resultado |
| ---- | ---------------------- | --------------------------- | --------- |
| 1991 | Mejor actor            | El silencio de los corderos | Ganador   |
| 1993 | Mejor actor            | Lo que queda del día        | Nominado  |
| 1995 | Mejor actor            | Nixon                       | Nominado  |
| 1997 | Mejor actor de reparto | Amistad                     | Nominado  |
| 2019 | Mejor actor de reparto | Los dos papas               | Nominado  |
| 2020 | Mejor actor            | The Father                  | Ganador   |

Globos de Oro
| Año  | Categoría                           | Película                 | Resultado |
| ---- | ----------------------------------- | ------------------------ | --------- |
| 1979 | Mejor actor - Drama                 | Magic                    | Nominado  |
| 1989 | Mejor actor - Miniserie o telefilme | El décimo hombre         | Nominado  |
| 1992 | Mejor actor - Drama                 | The Silence of the Lambs | Nominado  |
| 1994 | Mejor actor - Drama                 | Lo que queda del día     | Nominado  |
| 1996 | Mejor actor - Drama                 | Nixon                    | Nominado  |
| 1998 | Mejor actor de reparto              | Amistad                  | Nominado  |
| 2006 | Premio Cecil B. DeMille             | Premio Cecil B. DeMille  | Ganador   |
| 2019 | Mejor actor de reparto              | Los dos papas            | Nominado  |
| 2020 | Mejor actor - Drama                 | The Father               | Nominado  |

BAFTA
| Año  | Categoría                      | Película                       | Resultado |
| ---- | ------------------------------ | ------------------------------ | --------- |
| 1969 | Mejor actor de reparto         | El león en invierno            | Nominado  |
| 1971 | Mejor actor de televisión      | Play for Today                 | Nominado  |
| 1973 | Mejor actor de televisión      | War & Peace                    | Ganador   |
| 1979 | Mejor actor                    | Magic                          | Nominado  |
| 1991 | Mejor actor                    | The Silence of the Lambs       | Ganador   |
| 1993 | Mejor actor                    | Shadowlands                    | Nominado  |
| 1993 | Mejor actor                    | Lo que queda del día           | Ganador   |
| 2007 | BAFTA Academy Fellowship Award | BAFTA Academy Fellowship Award | Ganador   |
| 2019 | Mejor actor de reparto         | Los dos papas                  | Nominado  |
| 2021 | Mejor actor                    | The Father                     | Ganador   |

SAG
| Año  | Categoría                                         | Película   | Resultado |
| ---- | ------------------------------------------------- | ---------- | --------- |
| 1996 | Mejor actor                                       | Nixon      | Nominado  |
| 1996 | Mejor reparto                                     | Nixon      | Nominado  |
| 1998 | Mejor actor de reparto                            | Amistad    | Nominado  |
| 2007 | Mejor reparto                                     | Bobby      | Nominado  |
| 2017 | Mejor reparto de televisión - Drama               | Westworld  | Nominado  |
| 2019 | Mejor actor de televisión - Miniserie o telefilme | King Lear  | Nominado  |
| 2021 | Mejor actor                                       | The Father | Nominado  |

Emmy
| Año  | Categoría                                      | Película                      | Resultado |
| ---- | ---------------------------------------------- | ----------------------------- | --------- |
| 1976 | Mejor actor - Miniserie o telefilme            | The Lindbergh Kidnapping Case | Ganador   |
| 1981 | Mejor actor - Miniserie o telefilme            | The Bunker                    | Ganador   |
| 1982 | Mejor actor - Miniserie o telefilme            | The Hunchback of Notre Dame   | Nominado  |
| 1990 | Mejor actor de reparto - Miniserie o telefilme | Grandes esperanzas            | Nominado  |
| 2017 | Mejor actor - Serie dramática                  | Westworld                     | Nominado  |

Festival Internacional de Cine de San Sebastián
| Año  | Categoría       | Resultado |
| ---- | --------------- | --------- |
| 1998 | Premio Donostia | Ganador   |

Premios de la Crítica Cinematográfica
| Año  | Categoría              | Película      | Resultado |
| ---- | ---------------------- | ------------- | --------- |
| 1997 | Mejor actor de reparto | Amistad       | Ganador   |
| 2006 | Mejor reparto          | Bobby         | Nominado  |
| 2019 | Mejor actor de reparto | Los dos papas | Nominado  |
| 2020 | Mejor actor            | The Father    | Nominado  |